# 卢燕南
卢燕南（1913年—），江西庐陵人，中国工商业者、政治人物，广西壮族自治区政协原副主席，中国民主建国会中央委员会原常务委员，第三届全国人大代表，第五、六、七届全国政协委员。